# 第一太平特別資產
第一太平特別投資有限公司，簡稱匯漢實業（英語：F.P. SPECIAL ASSETS LIMITED，港交所除牌時0214.HK），在1985年12月17日設立，在1986年1月6日，由會德豐船務國際有限公司換取上市而來。
業務當時經營金融投資業務，當時由第一太平實業有限公司旗下公司，但是在1988年，己被潘政和有關人士收購，在1991年1月8日，更名為匯漢實業有限公司，再到1996年9月17日，由匯漢控股有限公司在香港交易所作介紹形式上市。

## 連結
- AsiaOrient.com.hk （页面存档备份，存于）